# Średnia Kopa Sołtysia
Die Średnia Kopa Sołtysia ist ein Berg in der polnischen Hohen Tatra in dem Massiv Kopy Sołtysie in der Woiwodschaft Kleinpolen, dem Landkreis Powiat Tatrzański und der Gemeinde Poronin mit einer Maximalhöhe von 1420 m n.p.m.

## Lage und Umgebung
Der Gipfel wird von dem Zadnia Kopa Sołtysia durch den Bergpass Średnia Przełęcz Sołtysia und von dem Gipfel Przednia Kopa Sołtysia durch den Bergpass Przednia Przełęcz Sołtysia getrennt.

## Etymologie
Der Name Średnia Kopa Sołtysia lässt sich als Mittlere Schultheißhügel übersetzen.

## Tourismus
Die Średnia Kopa Sołtysia ist für Wanderer nicht zugänglich. Auf die Gipfel führt kein Wanderweg.

## Belege
- Zofia Radwańska-Paryska, Witold Henryk Paryski, Wielka encyklopedia tatrzańska, Poronin, Wyd. Górskie, 2004, ISBN 83-7104-009-1.
- Tatry Wysokie słowackie i polskie. Mapa turystyczna 1:25.000, Warszawa, 2005/06, Polkart, ISBN 83-87873-26-8.